# José Priante
José Benito Priante Júnior ComMM (Belém, 2 de dezembro de 1963) é um advogado e político brasileiro filiado ao Movimento Democrático Brasileiro (MDB). Foi vereador do município de Belém, deputado estadual do Pará e hoje cumpre seu sétimo mandato como deputado federal.
É primo do atual governador do Pará, Helder Barbalho, e do atual ministro das cidades, Jader Barbalho Filho.

## Histórico da atuação política

### 1980 - 1990
1980 – A luta pela democracia

Estudante de Direito, em Belém Priante foi um dos líderes do movimento universitário contra a ditadura militar e pela aprovação das Diretas Já, que resultaria na redemocratização do Brasil.
1984 – Nas fileiras do PMDB

A reorganização política do país resulta na mudança do MDB para PMDB (Partido do Movimento Democrático Brasileiro). Priante filia-se ao partido, liderando a Ala Jovem do PMDB.
1988 – Vereador de Belém

Na primeira eleição pós-ditadura, Priante é eleito para a Câmara de Vereadores de Belém, onde assume o cargo de líder do PMDB. A Câmara transforma em lei projeto de Priante que garante ônibus gratuito em Belém a maiores de 60 anos.
1990 – Deputado estadual

Após dois anos como vereador, Priante é eleito Deputado Estadual pelo PMDB. Na Assembleia Legislativa, preside a Comissão de Orçamento, com objetivo de priorizar a aprovação de recursos para obras de infraestrutura que desenvolveriam as regiões do Pará.

### 1991 - 2000
1991 – Nova liderança no PMDB

Priante assume a presidência do Diretório Municipal do PMDB.
1992 – Assembleia Legislativa

Priante assume dos cargos na Assembleia: líder do PMDB e líder do Governo Estadual, então sob o comando político da agremiação.
1994 – Ascensão à Câmara Federal

Priante é eleito Deputado Federal pelo PMDB. É o mais jovem entre todos os deputados federais e senadores da Amazônia eleitos naquele ano.
1995 – Coordenador da bancada da Amazônia

Priante funda e coordena a Bancada Parlamentar da Amazônia, movimento suprepartidário em defesa da região. A bancada conseguiria uma vitória histórica: a inclusão no PPA (o plano de obras do governo federal) de obras estratégias de desenvolvimento da região, entre elas o Linhão de Tucuruí (Projeto Trano-Oeste), a linha de transmissão de energia para os municípios da Transamazônica e Oeste do Pará.
1995 – Comissão de Economia da Câmara

Assume a presidência da Comissão de Economia da Câmara. Políticos de renome, como Tancredo Neves e Delfim Neto, passaram pelo cargo. Na presidência da comissão, prioriza a aprovação do Estatuto da Micro Empresa.
1996 – Amazônia ganha espaço na Câmara

A luta dos parlamentares amazônidas resulta na criação da Comissão Permanente da Amazônia Legal da Câmara dos Deputados. Priante é eleito o primeiro presidente da nova comissão, que passa a defender recursos federais para obras estratégicas. São priorizadas obras como o Tramo-Oeste; a pavimentação da Santarém-Cuiabá e da Transamazônica; a construção das eclusas da Hidrelétrica de Tucuruí e a implantação da Hidrovia Araguaia-Tocantins.
1998 – O Linhão de Tucuruí

Graças à ação da Bancada e da Comissão da Amazônia, o presidente Fernando Henrique Cardoso inaugura, em Altamira, a primeira etapa do Projeto Tramo-Oeste. Na ocasião, o presidente autoriza a retomada das obras de conclusão e das eclusas da Hidrelétrica de Tucuruí.
1998 – Segundo mandato

Priante é reeleito deputado federal pelo PMDB.
1999 – Novos cargos

Assume três importante cargos: relator de Infraestrutura do Orçamento Geral da União para 2000, titular da Comissão de Ciência e Tecnologia e vice-líder do PMDB na Câmara. Leva para Brasília a luta dos mutuários da Caixa Econômica Federal de Belém. Defende mudanças no Sistema Financeiro da Habitação e apresenta propostas para facilitar a compra da casa própria financiada pela Caixa. O movimento provocaria mudanças no Programa Habitar Brasil e influenciaria nas regras dos programas de moradias populares do Governo Lula.
2000 – Relator de infraestrutura

Como relator de infraestrutura do Orçamento da União, Priante prioriza obras estratégias ao desenvolvimento do Pará. Assim, eleva de R$ 60 milhões para R$ 210,5 milhões os recursos para obras de infraestrutura no Pará, um recorde histórico. São contempladas obras de integração como nas rodovias Santarém-Cuiabá e Transamazônica.

### 2001 - 2010
2001 – A nova orla de Santarém

Em junho de 2001 é inaugurada a Orla de Santarém. O projeto, realizado com recursos obtidos por Priante. Mais de 40 mil pessoas participaram da inauguração. Priante passa a ser chamado pelos prefeitos de “Campeão de Emendas”, numa alusão à quantidade de recursos direcionados para o Estado pelo deputado.
2002 – O terceiro mandato de deputado federal

Pela terceira vez consecutiva, ele foi reconduzido à Câmara Federal.
2004 – Fiscalização das verbas públicas

Priante assume a presidência da Comissão de Fiscalização e Controle da Câmara, órgão que fiscaliza investimentos federais. Depois de estreitar a cooperação técnica entre a Câmara e o Tribunal de Contas da União (TCU), Priante consegue R$ 31 milhões no Orçamento Geral da União de 2005 para fortalecer as atividades dos órgãos federais de controle dos recursos públicos. Priante também viabiliza recursos para a construção da Delegacia da Polícia Federal em Santarém e para obras de ampliação da sede da PF em Belém. Cria o Prêmio Fiscalização e Controle da Câmara, que seria concedido a instituições como a CNBB e Transparência Brasil.
2005 – Orla de Belém

Para que a Prefeitura de Belém pudesse obter empréstimos internacionais para obras de infraestrutura, Priante conseguiu que o prefeito Duciomar Costa apresentasse o projeto Portal da Amazônia ao Banco Interamericano de Desenvolvimento (BID). A reunião aconteceu na sede da instituição em Washington (E.U.A.).
2005 – Novo recorde de verbas federais ao Pará

Priante assume, pela segunda vez, a relatoria de Infraestrutura do Orçamento da União. Consegue novo recorde: R$ 450 milhões para obras no Pará, sendo R$ 30 milhões destinados a obras de urbanização do Entroncamento e para a duplicação da BR-316, entre Belém e Castanhal, atendendo ainda Santa Maria.
2006 – Água para Belém

Priante consegue junto à Fundação Nacional de Saúde (Funasa) R$ 11 milhões 187 mil para a ampliação e melhoria das redes de abastecimento de água e tratamento de esgoto de Belém, Icoaraci, Outeiro e Mosqueiro. A meta é beneficiar diretamente 72 mil moradores.
2006 – A disputa pelo Governo do Pará

Priante concorre ao Governo do Pará pelo PMDB. Fica em terceiro lugar. No segundo turno, apoia a candidata do PT, Ana Júlia, que vence as eleições.
2006 – Verbas para obras portuárias

Em dezembro de 2006, Priante consegue no Ministério dos Transportes a liberação de mais R$ 1 milhão 420 mil para melhorar as condições dos portos do interior paraense. Os recursos contemplam os municípios de Portel (R$ 458,8 mil), São Felix do Xingu (R$ 448 mil), Floresta do Araguaia (R$ 301,9 mil) e Santa Maria das Barreiras (R$ 211,1 mil).
2007 – Presidente do Diretório do PMDB de Belém.
2008 – Candidato à Prefeitura de Belém pelo PMDB, Priante foi derrotado por Duciomar Costa.
2009 – Justiça Eleitoral

Em dezembro de 2009, a Justiça Eleitoral do Pará determina a cassação do prefeito Duciomar Costa (PTB) e do vice Anivaldo Vale (PR) por abuso de poder econômico e propaganda eleitoral ilegal. A Justiça também determina a posse de Priante, que assume a Prefeitura no dia 7 de dezembro. O prefeito recorre e reassume o cargo.
2010 – Priante é eleito para o quarto mandato

Priante é eleito Deputado Federal. Mesmo há quatro anos sem mandato parlamentar nem cargo no Executivo, é o quarto deputado federal mais votado em todo o Estado. Dá apoio à candidatura vitoriosa de Simão Jatene (PSDB) ao Governo do Pará, que derrota a governadora Ana Júlia Carepa (PT). Convidado a integrar o novo governo, faz opção por voltar à Câmara.

### 2011 - 2012
2011 – O Pará na Comissão Mista de Orçamento

Em março, Priante retorna à Comissão Mista de Orçamento da União (CMO). Dessa vez, é o único parlamentar paraense entre os membros titulares da Comissão.
2011 – Defesa dos municípios na CMO

Priante passa a defender na Comissão de Orçamento que o governo federal pague às prefeituras os recursos da conta “restos a pagar”, relativos a convênios para execução de obras nos municípios assinados em 2007, 2008 e 2009. A CMO aprova requerimento de Priante pedindo a liberação dos recursos. O Congresso Nacional passa a pressionar o Palácio do Planalto pela liberação. Outro requerimento de Priante é aprovado e a ministra do Planejamento, Miriam Belchior, aceita o convite de prestar esclarecimento à CMO sobre a conta “restos a pagar”. Meses depois, o gverno liberaria parte dos recursos.
2011 – Solução para o caos na BR-316

Priante apresenta ao Ministério dos Transportes o projeto Vias Expressas de Belém, voltado para desafogar o trânsito no trecho urbano da BR-316. A ideia é construir duas vias expressas paralelas à BR-316: uma entre Benfica e o Porto da Sotave (Outeiro-Icoaraci) e outra, ligando Benevides ao bairro do Guamá, em Belém. O Departamento Nacional de Infraestrutura de Transportes (DENIT) é autorizado a promover os estudos técnicos e financeiros sobre a viabilidade do projeto.
2011 – Relator Setorial do Orçamento

Em agosto, a direção nacional do PMDB escolhe Priante para o cargo de relator das áreas de Integração Nacional e Meio ambiente do Orçamento Geral da União de 2012.
2011 – Rodovia Independência

Em setembro, Priante apresenta ao Ministério da Integração Nacional o projeto de construção da Rodovia Independência, que cria uma nova rota para entrar ou sair de Belém sem passar pelo Entroncamento, o principal gargalo do trânsito da cidade. O Ministério aceita ser parceiro do Governo do Estado na construção da Independência, obra estimada em R$ 87 milhões. Caberia a Priante viabilizar 80% dos recursos.
2011 – Novas obras aprovadas

Em novembro, a Comissão de Orçamento aprova o relatório final de Priante, que prioriza Belém e o Pará. Somando forças com a bancada paraense, Priante consegue aprovar, em emendas parlamentares, R$ 245 milhões 700 mil para obras. Destes recursos, R$ 67,4 milhões são destinados à construção da Rodovia Independência. O deputado, no relatório final, atende os mais diversos setores: saúde, educação, trânsito, saneamento, cultura e esporte. São aprovadas as seguintes obras:
| Obra                                     | Valor (R$)       | Local                    |
| ---------------------------------------- | ---------------- | ------------------------ |
| Rodovia Independência                    | 67,4 milhões     | Belém                    |
| Rede de Água e Esgoto Sanitário          | 57,2 milhões     | Interior do Pará         |
| Pavimentação Urbana RMB                  | 30,5 milhões     | Belém                    |
| Aquisição de Patrulhas Mecanizadas       | 30,5 milhões     | Interior do Pará         |
| Parque Ecológico do Utinga               | 20,5 milhões     | Belém-Ananindeua         |
| Construção da Orla de Belém              | 20 milhões       | Belém                    |
| Abertura de Estradas Vicinais            | 6,5 milhões      | Interior do Pará         |
| Infraestrutura turística                 | 4 milhões        | Belém e interior do Pará |
| Estádio de Futebol de Ananindeua         | 2 milhões        | Ananindeua               |
| Pronto-Socorro (UPA) de Icoaraci         | 2 milhões        | Icoaraci-Belém           |
| Pronto-Socorro (UPA) de Mosqueiro        | 1,5 milhões      | Mosqueiro-Belém          |
| Quadras Poliesportivas                   | 1 milhão         | Interior do Pará         |
| Máquinas para batedores de açaí          | 700 mil          | Belém                    |
| Festival Tecnobrega de Belém             | 500 mil          | Belém                    |
| Tendas Culturais                         | 500 mil          | Belém                    |
| Espaço Cultural para Deficientes Físicos | 250 mil          | Belém                    |
| Tribunal Regional do Trabalho            | 250 mil          | Belém                    |
| Cartórios Eleitorais                     | 250 mil          | Interior do Pará         |
| Modernização de Bibliotecas Públicas     | 250 mil          | Interior do Pará         |
| TOTAL                                    | R$ 245,7 milhões | Pará                     |

Votou a favor do Processo de impeachment de Dilma Rousseff.
Já durante o Governo Michel Temer, votou a favor da PEC do Teto dos Gastos Públicos., sendo também favorável à Reforma Trabalhista.
Foi reeleito deputado federal em 2018, para a 56.ª legislatura (2019-2022).

## Votações contra a investigação de Michel Temer
Em agosto de 2017 votou contra o processo em que se pedia abertura de investigação do então presidente Michel Temer, ajudando a arquivar a denúncia do Ministério Público Federal.
Na sessão do dia 25 de outubro de 2017, o deputado, mais uma vez, votou contra o prosseguimento da investigação do então presidente Michel Temer, acusado pelos crimes de obstrução de Justiça e organização criminosa. O resultado da votação livrou Michel Temer de uma investigação por parte do Supremo Tribunal Federal (STF).

## Faltas
Um levantamento do site Congresso em Foco apontou que José Priante foi o deputado que mais faltou as sessões na câmara em 2019. Segundo o site, Priante faltou 30 das 86 sessões vigentes (41,86% de faltas) no ano. Ao ser indagado, ele respondeu: "Vocês podem estar preocupados com isso, mas eu não estou". Em 2014, ele foi o 6° deputado mais faltoso com 16 faltas não justificadas de 113 sessões.